# Tjeldsund
Tjeldsund es un municipio de la provincia de Troms en la región de Nord-Norge, Noruega. A 1 de enero de 2018 tenía una población estimada de 1259 habitantes.
Hasta el 1 de enero de 2020 formaba parte de la provincia de Nordland,
hasta que fue fusionado con el municipio de Skånland (conservando el mismo nombre) y anexionado a la Provincia de Troms y Finnmark.
Se encuentra ubicado en la costa noroccidental de la península escandinava, cerca del fiordo Ofotfjord. Posee 814 kilómetros cuadrados, siendo el 139.º mayor por superficie, y el 198.º municipio más poblado de Noruega, con 4216 habitantes. La densidad de población del municipio es de 5,4 habitantes por kilómetro cuadrado y su población ha aumentado un 0,2% en los últimos 10 años.